# 禿髮務丸
禿髮務丸，生卒年不詳，西晉末期、東晉初期禿髮鮮卑的首領，前任首領禿髮樹機能之堂弟。
西晉咸寧五年（279年），樹機能在與晉軍的爭戰中，被打算降晉的部下所殺，務丸因此繼立為禿髮鮮卑首領。
務丸去世後，由孫禿髮推斤繼承其位。